# エディック
エディックとは、学研ホールディングス傘下の株式会社創造学園が兵庫県神戸市を中心として、近畿圏で複数の校舎を展開している高校受験指導学習塾の名称。中学受験指導は、創学アカデミー。大学受験指導は創学ゼミ。

## 沿革
1966年に大橋博によって学習サークルという名称で開設される。現在は、神戸第一学区では創造学園で、他学区では創造学園エディックという名称になっている。
長田高校、神戸高校、兵庫高校、加古川東高校、姫路西高校、明石北高校、西宮市立西宮高等学校、小野高校等の兵庫県内の難関公立高校への進学実績に定評があり、特に長田高校への合格者数は県内学習塾の中で22年連続トップである(2020年度時点)。
2020年には進学塾アイズと合併し三田エリアに進出した。その際、「進学塾アイズ」は全て「創造学園エディック」と変更され、「進学塾アイズ北神本部校」は既存の「創造学園エディック北神本部校」に吸収された。

## 創造学園エディック
- 北神本部校
- 北鈴蘭台校
- 西鈴蘭台校
- 名谷本部校
- 西神本部校
- 三田本部校
- 学園都市校
- 舞多聞校
- 西神南校
- 板宿校
- 垂水本部校
- 舞子坂校
- 霞ヶ丘校
- 伊川谷校
- 須磨海浜校
- 青山台校
- 明石本部校
- 二見校
- 魚住校
- 西明石校
- 大久保本部校
- 東加古川校
- 土山校
- 加古川本部校
- 宝殿校
- 高砂校
- 曽根校
- 野口校
- 浜の宮校
- 播磨校
- 姫路本部校
- 安室校
- 花北校
- 飾磨校
- 西飾磨校
- 高丘校
- 姫路白浜校
- 手柄本部校
- 小野校[注釈 1]

## 創造学園
- 本山本部校
- 御影校
- 六甲校
- HAT神戸校
- 甲南山手校
- オンライン

## エディック個別
- 西神南校
- 学園都市校
- 名谷校
- 垂水校
- 明石校
- 大久保校
- 加古川校
- 別府校
- 浜の宮校
- 宝殿校
- 姫路校
- 北神校
- 三田駅前校

## 創造学園個別
- 御影校